# Ceglédbercel
Ceglédbercel je obec v Maďarsku na jihovýchodě župy Pešť v okresu Cegléd. K 1. lednu 2018 zde žilo 4 284 obyvatel.

## Historie
První písemná zmínka o obci pochází z roku 1281.

## Geografie
Obec se nachází asi 10 km severozápadně od okresního města Cegléd. Od hlavního města Budapešti se nachází asi 18 km jihovýchodně.
Obcí dále protéká říčka Gerje. Obec se nachází ve výšce 127 m n. m.

## Doprava
Do obce se dá dostat silnicí z Ceglédu a Budapešti. Obcí dále prochází hlavní železniční trať z Budapešti do Szolnoku, na které se nachází zastávka Ceglédbercel a stanice Ceglédbercel-Cserő.